# TeamViewer
TeamViewer – oprogramowanie narzędziowe przeznaczone do zdalnego sterowania systemem operacyjnym poprzez Internet bez konieczności instalacji serwera lub klienta w pamięci masowej komputera. Użytkownik za pomocą programu może między innymi: przenosić dane, prowadzić czaty, wirtualne szkolenia, pokazy prezentacji na żywo odtwarzanych bezpośrednio z komputera klienta oraz zarządzać serwerem bazującym na platformie Windows. Program obsługuje bezpieczne połączenia dzięki wykorzystaniu kluczy i kodowania sesji z wykorzystaniem szyfru RC4. W wersji 5 dodana została możliwość prowadzenia rozmów i konferencji audio i wideo. Program dostępny jest również w wersji przenośnej.
W 2017 roku brytyjski dostawca usług internetowych TalkTalk Group tymczasowo zablokował TeamViewera w celu ochrony jego klientów przed oszustwami internetowymi. Według autora programu został on zainstalowany na 1,5 miliarda urządzeniach, a na 20 milionach urządzeń znajduje się stale w trybie online.

## Licencja
Program dostępny jest bezpłatnie do zastosowań niekomercyjnych. W przypadku chęci zakupu licencji ceny zaczynają się od 44.90 złotych netto za miesiąc (płatność za rok z góry). Ceny zależne są głównie od wybranych funkcjonalności oraz od liczby możliwych połączeń realizowanych w tym samym momencie.

## Bezpieczeństwo
Program TeamViewer pomimo stosowania wielu środków bezpieczeństwa ma w swojej historii kilka znaczących incydentów bezpieczeństwa - każdy z nich był dość głośno opisywany w Internecie. Poniżej znajdują się opisy tych incydentów:

### Atak z 2024 roku
W czerwcu 2024 roku TeamViewer, znany dostawca oprogramowania do zdalnego dostępu, padł ofiarą poważnego ataku hakerskiego. Incydent miał miejsce 26 czerwca, kiedy to zespół ds. bezpieczeństwa firmy wykrył nieregularność w wewnętrznym środowisku IT korporacji. Firma natychmiast aktywowała swoje procedury reagowania na incydenty oraz rozpoczęła współpracę z globalnymi ekspertami ds. cyberbezpieczeństwa w celu zbadania sprawy i wdrożenia niezbędnych środków zaradczych. 
Atak został przypisany do rosyjskiej grupy cyberszpiegowskiej APT29, znanej również jako Midnight Blizzard lub Cozy Bear. Hakerzy uzyskali dostęp do systemów firmy, wykorzystując skradzione dane uwierzytelniające jednego z pracowników. Dzięki temu mogli skopiować dane katalogowe pracowników, w tym imiona, korporacyjne dane kontaktowe oraz zaszyfrowane hasła do wewnętrznego środowiska IT firm.
TeamViewer podkreślił, że atak był ograniczony do wewnętrznego środowiska IT i nie wpłynął na środowisko produkcyjne ani na platformę łączności TeamViewer, co oznacza, że dane klientów oraz same usługi nie zostały naruszone. Firma współpracowała z Microsoftem oraz innymi ekspertami ds. cyberbezpieczeństwa w celu wzmocnienia procedur uwierzytelniania i zabezpieczenia systemów przed dalszymi zagrożeniami.
Choć firma zapewniała o transparentności w komunikacji dotyczącej incydentu, pewne kontrowersje wzbudziło zastosowanie tagu „noindex” na stronie z aktualizacjami bezpieczeństwa, co utrudniało jej odnalezienie przez wyszukiwarki internetowe. Krytycy zarzucali, że mogło to ograniczyć dostępność informacji dla użytkowników i partnerów biznesowych.

### Atak z 2019 roku
W 2019 roku pojawiły się informacje o kolejnym poważnym naruszeniu bezpieczeństwa TeamViewer. Tym razem za atak odpowiedzialna była chińska grupa APT41, znana również jako Winnti. Hakerzy wykorzystali lukę w zabezpieczeniach, co umożliwiło im dostęp do wewnętrznych systemów firmy. TeamViewer przyznał się do tego naruszenia dopiero po trzech latach, co wywołało krytykę za brak transparentności.

### Atak z 2016 roku
W 2016 roku TeamViewer doświadczył pierwszego znanego i znaczącego incydentu związanego z bezpieczeństwem, który wzbudził wiele kontrowersji i obaw wśród użytkowników. Użytkownicy zgłaszali przypadki, w których ich komputery zostały przejęte przez hakerów za pośrednictwem oprogramowania TeamViewer, co skutkowało opróżnieniem kont bankowych i instalacją złośliwego oprogramowania. TeamViewer początkowo zaprzeczył, że został zhakowany, sugerując, że do naruszeń doszło z powodu słabych haseł używanych przez użytkowników i powtarzania tych samych danych logowania w różnych serwisach.